# Texas Chainsaw 3D
Pour les articles homonymes, voir Massacre à la tronçonneuse.
Série Massacre à la tronçonneuse
Massacre à la tronçonneuse : Le Commencement
(2006) Leatherface
(2017)
Pour plus de détails, voir Fiche technique et Distribution.
Texas Chainsaw 3D ou Massacre à la tronçonneuse 3D au Québec est un film d'horreur américain réalisé par John Luessenhop et sorti en 2013. C'est le septième film de la série Massacre à la tronçonneuse et le premier à être tourné en 3D. 
Le film met en scène une jeune femme qui découvre qu'elle vient de recevoir un héritage d'une grand-mère inconnue. Sa famille d'adoption lui révèle alors qu'elle est issue d'une famille de dangereux psychopathes qui sévissaient dans le Texas dans les années 70. Elle décide de s'y rendre avec ses amis pour découvrir la maison dont elle a héritée. Mais ils vont devoir faire face à un dangereux maniaque équipé d'une tronçonneuse bien décidé à continuer ses terribles méfaits.
Il ne s'agit pas d'un remake ou préquelle, comme les deux précédents volets, mais d'une suite directe au film original de Tobe Hooper, sorti en 1974, et se déroule donc 39 ans après l'intrigue de ce film.

## Synopsis
Le générique s'ouvre sur des images du film original de 1974, quand Sally Hardesty (Elena Sanchez) échappe à la famille cannibale, les Sawyer, dont Leatherface (Gunnar Hansen) est un membre. Le shérif Hooper (Thom Barry) arrive à la maison des Sawyer et demande à ces derniers de se rendre. Ils acceptent dans un premier temps mais les habitants de Newt s'en mêlent, débarquent et veulent faire justice eux-mêmes, avec, à leur tête, Burt Hartman (Paul Rae). Une fusillade éclate et la maison est incendiée. Les habitants fouillent les débris à la tombée du jour pour vérifier que toute la famille est bien morte et ramassent la tronçonneuse carbonisée comme trophée de chasse pour l'installer au dessus du bar. En s'aventurant derrière la maison, Gavin Miller (David Born) découvre Loretta Sawyer (Dodie Brown) agonisante et son bébé, seuls survivants de la fusillade. Gavin demande le bébé à Loretta et l'achève aussitôt. Il le ramène discrètement à sa femme Arlène (Sue Rock) et le couple, qui ne pouvait pas avoir d'enfant, décide de le garder.
Dans le présent, Heather Miller (Alexandra Daddario) vit avec son petit ami Ryan (Trey Songz). Elle est entourée de ses amis Nikki (Tania Raymonde) et Kenny (Keram Malicki-Sanchez) avec qui elle doit partir en vacances. Un jour, Heather reçoit le testament de sa grand-mère décédée Verna Carson (Marilyn Burns), la mère de Loretta Sawyer. En rentrant chez elle, Heather questionne ses parents adoptifs. Après une discussion houleuse, elle décide d'aller au Texas pour recevoir la propriété dont elle a hérité malgré les mises en garde de sa mère. Elle informe ses amis que le voyage initialement prévu est annulé. Nikki, Ryan et Kenny décident tout de même de l'accompagner. Sur le trajet, ils s'arrêtent à une station-service sous une pluie battante. En repartant, ils manquent de renverser un inconnu, Darryl (Shaun Sipos). Darryl, indemne, leur demande s'il peut faire la route avec eux et les autres acceptent.
Le groupe arrive au portail de la propriété et Heather fait la connaissance de Maître Farnsworth (Richard Riehle), le notaire, qui lui remet des documents, une lettre de sa grand-mère Verna et les clefs de la maison. Il lui recommande à plusieurs reprises de lire cette lettre mais Heather est pressée de visiter sa nouvelle demeure. La maison s'avère être en réalité un somptueux manoir au milieu d'un vaste terrain. Il y a même un cimetière (les sépultures des familles Sawyer et Carson) où se trouve d'ailleurs la tombe toute récente de sa grand-mère Verna Carson. Heather, Nikki, Ryan et Kenny vont en ville faire des courses tandis que Darryl se propose de rester pour porter les bagages dans la maison et faire un peu de ménage. En réalité, il prévoit de cambrioler la maison et commence à s'emparer de l'argenterie. Au supermarché, on découvre que Ryan et Nikki ont couché ensemble une fois, ce que Ryan semble regretter. Pendant ce temps, Darryl explore la maison pour trouver quelle porte ouvre une mystérieuse clef, car il est persuadé d'y trouver un butin caché. Il découvre dans la cuisine une porte dissimulée derrière laquelle un escalier qui mène à une cave à vin. Il trouve plus loin une porte métallique sans serrure ni poignée qui demeure close malgré ses efforts pour l'enfoncer. Pendant que Darryl a le dos tourné, cherchant un moyen d'ouvrir cette porte, Leatherface l'agresse et le tue en lui fracassant le crâne avec un marteau.
En ville, Heather fait la connaissance du shérif adjoint Carl (Scott Eastwood) et fils de Burt Hartman, devenu le maire de la ville. Ce dernier lui propose de racheter la maison mais Heather refuse et rejoint les autres. Revenant à la maison, ils découvrent les traces du cambriolage et s'imaginent Darryl déjà parti. Les amis tentent malgré tout de se réjouir en se disant que ce n'est pas si grave. Heather entame alors la visite de la maison, Nikki fume dans le jardin, Ryan fait un billard et Kenny prépare le repas à l'écart. Il découvre à son tour la porte secrète et se rend dans la cave. Leatherface lui fonce dessus. Kenny tente de remonter les escaliers mais Leatherface lui plante un crochet de boucher dans le dos et le traîne au sous-sol, derrière la porte métallique. Pendant ce temps, Nikki attire Ryan dans l'étable en lui faisant croire qu'elle a découvert quelque chose. En fin de compte, il découvre une bouteille de tequila et deux verres sous un seau. Nikki commence à se déshabiller et Ryan cède. Heather est seule dans la maison et découvre, horrifiée, le cadavre de sa grand-mère Verna Carson fraîchement déterré, assise dans un fauteuil de sa chambre. 
Heather redescend, appelle ses amis et tombe nez à nez avec Leatherface dans la cuisine (elle ne connait pas encore son cousin). Ce dernier l'assomme et l'emmène au sous-sol (il veut la garder vivante). Heather reprend conscience et voit Leatherface pendre Kenny sur un crochet à viande et le couper en deux avec une tronçonneuse. Heather s'enfuit à l'extérieur et se cache dans le cimetière, dans le cercueil de sa grand-mère maintenant vide. Leatherface la suit et commence à fendre le cercueil avec sa tronçonneuse. Le bruit attire Ryan et Nikki qui interpellent Leatherface. Celui-ci laisse Heather et poursuit les deux autres jusqu'à l'étable où ils s'enferment. Nikki tire sur la porte avec un fusil mais Leatherface n'est pas touché. C'est alors qu'une voiture défonce la porte de l'étable, mais ce n'est que Heather et c'est avec elle que Ryan et Nikki s'enfuient. Les trois derniers roulent jusqu'au portail et dans la panique, foncent sans attendre que le portail s'ouvre automatiquement. Peine perdue, Leatherface ne tarde pas à les rattraper et le trio parvient à franchir le portail au dernier moment. Leatherface parvient à lacérer le pneu avant de la voiture qui fait une embardée et se renverse sur le bas-côté. Ryan meurt, la nuque brisée par l'impact.
Heather et Nikki se réveillent et essaient de sortir de la voiture renversée. Leatherface les attaque, défonçant les vitres avec sa tronçonneuse, lacérant au passage la cuisse de Nikki. Il renverse la voiture sur le côté et attaque les deux filles par la portière, blessant une nouvelle fois Nikki. Heather sort de la voiture et attire Leatherface dans les bois, jusqu'à une fête foraine. C'est la panique, et Leatherface abandonne Heather grâce à l'intervention du shérif adjoint Carl. Au poste de police, Heather rencontre le shérif Hooper qui, d'après le témoignage de la jeune fille, craint le retour du tueur d'il y a vingt ans. L'adjoint Marvin (James MacDonald) est envoyé sur les lieux du crime mais ne trouve ni Nikki, ni le cadavre de Ryan. Pendant que Hooper règle ses comptes avec Burt Hartman, Heather découvre le dossier Sawyer et finit par apprendre que les Sawyer étaient prêts à se rendre mais que Burt Hartman en a décidé autrement (elle se rend compte que les Sawyer est sa vraie famille et marque en gros le mots « Meurtrier » sur la photo des héros). Bouleversée, Heather quitte le poste de police pour trouver Farnsworth, qui était manifestement au courant de l'existence de Leatherface. Au manoir Carson, Marvin s'aventure dans la cave à vins (en mode visuel par webcam au smartphone en contact avec Hooper et Hartman) et s'avance prudemment vers un congélateur. Mais il n'y a que Nikki agonisante qu'il tue dans un réflexe de panique. Marvin, choqué par ce qu'il vient de faire, remonte au rez-de-chaussée mais Learherface surgit et tue l'adjoint à coups de hache.
Dans le sous-sol, Leatherface se fabrique un masque en peau à partir du visage de Marvin et raye le portrait de celui-ci sur la photo des héros. Dans un bar (apparition de la tronçonneuse calcinée au dessus du comptoir), Farnsworth avoue tout à Heather : lors du testament de Verna, il avait fait la connaissance de Jedidiah Sawyer (Leatherface), unique survivant de la fusillade du 19 août et accessoirement cousin d'Heather (car Farnsworth porte assistance a ce dernier pour retrouver Heather sa cousine). Burt Hartman tente alors, avec un de ses complices, d'arrêter Heather pour la tuer car elle connait la vérité sur la fusillade, mais Farnsworth les retient et ceux-ci le repousse. Heather s'enfuit, monte dans la voiture de Carl et se croit tirée d'affaire, puis demande de s'arrêter devant Farnsworth qui repère Heather et Carl refuse. En réalité, Carl n'est autre que le fils de Burt. Jedidiah entend dans la voiture de police de Marvin le contact radio au sujet de Heather et la repère a quel endroit et Farnsworth signale au shérif de stopper cette boucherie. Heather est alors emmenée à l'ancien abattoir de la famille Sawyer et ligotée pour que Leatherface vienne la retrouver en se servant de Heather comme appât. Mais ensuite Jedidiah arrive et voit la cicatrice d'Heather en forme de S, la trace du médaillon de sa mère que toute la famille Sawyer porte. Heather, une fois libérée de son bâillon par celui-ci, révèle à Jedidiah qu'elle est sa cousine. Jedidiah la délivre et lui porte secours.
Arrivent alors Burt Hartman et son complice qui maîtrisent Jedidiah, après l'avoir piéger en utilisant Heather comme appât. Il est alors étranglé par une chaîne qui l'emmène lentement vers un broyeur de carcasses. Heather parvient à tuer le complice de Burt avec une fourche et lance sa tronçonneuse à Jedidiah qui s'en empare et se libère. Burt est envoyé dans le broyeur et c'est alors qu'arrive le shérif Hooper qui tient Jedidiah en joue. Étonnamment, le shérif laisse Jedidiah pousser Burt dans le broyeur, car il pense que ce n'est que justice. Le shérif laisse Heather et son cousin rentrer au manoir. Heather lit enfin la lettre de Verna qui lui lègue toute la propriété en lui mentionnant la présence de Jedidiah, qui sera la dernière famille d'Heather et la protègera. Heather décide de rester et le film s'achève.
Après le générique, on voit Gavin et Arlène sonner à la porte du manoir, espérant soutirer de l'argent à Heather, maintenant que celle-ci est riche. Leatherface ouvre la porte violemment, jaillit avec sa tronçonneuse vers le couple horrifié, et ils sont probablement assassinés par ce dernier.

## Fiche technique
- Titre original et français : Texas Chainsaw 3D
- Titre québécois : Massacre à la tronçonneuse 3D
- Réalisation : John Luessenhop
- Scénario : Kirsten Elms et Adam Marcus, d'après les personnages créés par Kim Henkel et Tobe Hooper, et une histoire de Debra Sullivan et Stephen Susco
- Musique : John Frizzell
- Décors : William A. Elliott
- Costumes : Mary E. McLeaod
- Photographie : Anastas N. Michos
- Son : Trevor Jolly
- Montage : Randy Bricker
- Production : Carl Mazzocone
- Sociétés de production : Lionsgate, Millennium Films, Nu Image Films et Twisted Pictures
- Sociétés de distribution : Lionsgate (États-Unis), VVS Films (Canada), Metropolitan FilmExport (France)
- Pays d’origine :  États-Unis
- Langue originale : anglais
- Format : Couleurs - 35 mm - 2.35:1 - Dolby numérique
- Genre : horreur, slasher
- Durée : 92 minutes
- Dates de sortie :
  - États-Unis et Canada : 4 janvier 2013
  - France : 31 juillet 2013
- Interdit aux moins de 16 ans lors de sa sortie en France

## Distribution
- Alexandra Daddario (VF : Caroline Victoria ; VQ : Kim Jalabert) : Heather Miller
- Dan Yeager (en) : Leatherface
- Tania Raymonde (VF : Adeline Moreau ; VQ : Catherine Brunet) : Nikki
- Trey Songz (VF : Diouc Koma ; VQ : Hugolin Chevrette) : Ryan
- Keram Malicki-Sanchez (VF : Marc Lamigeon ; VQ : Philippe Martin (acteur)) : Kenny
- Paul Rae (VF : Luc Florian ; VQ : Sylvain Hétu) :  le maire Burt Hartman
- Shaun Sipos (VF : Brice Ournac ; VQ : Xavier Dolan) : Darryl
- Scott Eastwood (VF : Grégory Quidel ; VQ : Nicolas Charbonneaux-Collombet) : le shérif adjoint Carl Hartman
- Thom Barry (VF : Saïd Amadis ; VQ : Benoît Rousseau) : le shérif Hooper
- Richard Riehle (VF : Michel Bedetti ; VQ : Marc Bellier) : Farnsworth
- Marilyn Burns (VF : Sylvie Genty) : Verna Carson[1]
- David Born (VF : Patrick Borg) : Gavin Miller
- Sue Rock (VF : Annie Balestra) : Arlene Miller
- Dodie L. Brown : Loretta Sawyer
- Bill Moseley : Drayton Sawyer
- John Dugan : « Grandpa » Sawyer
- Gunnar Hansen : Boss Hog Sawyer[2]
- James G MacDonald (VF : Serge Biavan) : l'adjoint

Légende : Version française (VF) et Version québécoise (VQ)

## Accueil

### Critique
Le film est mal reçu par la critique. Il obtient une très mauvaise note de la part du site Rotten Tomatoes qui lui attribue un pourcentage de 22 %. En revanche Tobe Hooper a affirmé avoir adoré le film « Incroyable : c'est une suite parfaitement terrifiante du film original ».

### Box-office
Texas Chainsaw 3D sort pendant le week-end du 4 au 6 janvier 2013. Il réussit l'exploit de battre Django Unchained et Le Hobbit : Un voyage inattendu en détenant le meilleur résultat au box office pour ce week-end la avec ses 21 millions de dollars.

## Commentaire
Marilyn Burns tenait le rôle de Sally dans le 1er film et en caméo dans le 4e film. Elle joue ici la grand mère Sawyer. Gunnar Hansen qui joue ici Boss Hog Sawyer était le Leatherface de l'original.